# سیلان (مینه‌سوتا)
سیلان، مینه‌سوتا (به انگلیسی: Ceylon, Minnesota) یک شهر در ایالات متحده آمریکا است که در مینه‌سوتا واقع شده‌است.

## خصوصیات
سیلان ۱٫۶۸ کیلومترمربع مساحت و ۳۶۹ نفر جمعیت دارد و ۳۸۴ متر بالاتر از سطح دریا واقع شده‌است.